# Compsoleon occultus
Compsoleon occultus är en insektsart som först beskrevs av Walker 1853.  Compsoleon occultus ingår i släktet Compsoleon och familjen myrlejonsländor. Inga underarter finns listade i Catalogue of Life.